# Тереза Люк
Тереза Люк (англ. Theresa Luke, 20 лютого 1967) — канадська академічна веслувальниця.
Срібна призерка Олімпійських Ігор 1996 року в складі вісімки, бронзова призерка 2000 року в складі вісімки.
Переможниця Панамериканських ігор 1999 року в складі розпашної двійки без стернової.
Бронзова призерка Чемпіонату світу 1999 року в складі вісімки.